# Jaskinia Bezimienna (Dolina Bolechowicka)
Jaskinia Bezimienna – jaskinia w Dolinie Bolechowickiej. Administracyjnie znajduje się w gminie Zabierzów w powiecie krakowskim, w województwie małopolskim. Pod względem geograficznym jest to obszar Wyżyny Olkuskiej wchodzący w skład Wyżyny Krakowsko-Częstochowskiej.

## Opis obiektu
Jaskinia znajduje się w prawych zboczach porośniętej lasem części doliny. Jej otwory znajdują się u podstawy muru skalnego ciągnącego się na północny zachód od turni Palec w górnej części zboczy – na wysokości 50 m nad dnem doliny.
Główny otwór ma ekspozycję wschodnią, szerokość 2 m i wysokość 1,3 m. Zaraz za nim znajduje się komora o wymiarach 5 × 4,5 m i wysokości do 4 m. Odchodzi od niej w kierunku południowym szczelina o długości 5 m, a na zachód ciasny i zwężający się korytarz o długości 8 m. Ma on charakter rury z poziomymi wcięciami. Z komory na wschód wychodzi jeszcze jeden krótki i ukośny korytarz kończący się drugim, mniejszym otworem. Otwór ten znajduje się nad metrowej wysokości progiem.
Jest to jaskinia krasowa powstała na poziomym pęknięciu oraz na ukośnej szczelinie ciosowej w wapieniach z jury późnej. Ma ogładzone ściany, ale z poziomymi rynnami erozyjnymi. Świadczy to tym, że powstała w warunkach wadycznych. W kilku miejscach na stropie i ścianach występują nacieki w postaci groniastych nacieków mleka wapiennego i nacieku grzybkowego. Namulisko skąpe, złożone z gliny zmieszanej z gruzem wapiennym, a w otworze głównym także z próchnicy. Sala i otwory są oświetlone rozproszonym światłem słonecznym i poddane działaniu środowiska zewnętrznego. Na ścianach i na stropie w zasięgu światła rozwijają się glony. Korytarz zachodni jest wilgotny i zimą wychodzi z niego cieplejsze powietrze. W jaskini obserwowano pajęczaki, komary i motyla rusałka pawik.

## Historia poznania i eksploracji
Jaskinia znana była od dawna. W 1879 r. jej namulisko przekopywał archeolog Gotfryd Ossowski. Znalazł w niej artefakty świadczące o pobycie w jaskini ludzi z okresu neolitu, między innymi szczękę i piszczel ludzką, dwa wyroby z brązu, żelazny nożyk, narzędzia z kości i krzemienia oraz fragmenty ceramiki. Opisał je w kilku publikacjach. W 1951 r. jaskinię opisał Kazimierz Kowalski. On też sporządził pierwszy plan jaskini. Jaskinia była wielokrotnie opisywana w późniejszych pracach archeologicznych. W 1960 r. M. Cabalska opisywała pochodzące z tej jaskini materiały kamienne z okresu kultury pucharów lejkowatych. E. Rook w 1980 r. podaje krótki opis jaskini, wyniki badań i opis ceramiki grupy pleszewskiej kultury lendzielskiej i neolitycznych wyrobów krzemiennych. E. Chochorowska w 2006 r. podaje wykaz wyrobów neolitycznych i średniowiecznych oraz wykonaną z brązu siekierę jako znalezioną w Jaskini Bolechowickiej. J. Lech w 2006 r. opisuje ślady penetracji ludów kultury ceramiki wstęgowej. A. Zastawny w 2006 r. opisuje fragmenty naczyń badeńskiego kręgu kulturowego.
Aktualną dokumentację jaskini sporządził A. Górny w grudniu 2009 r.

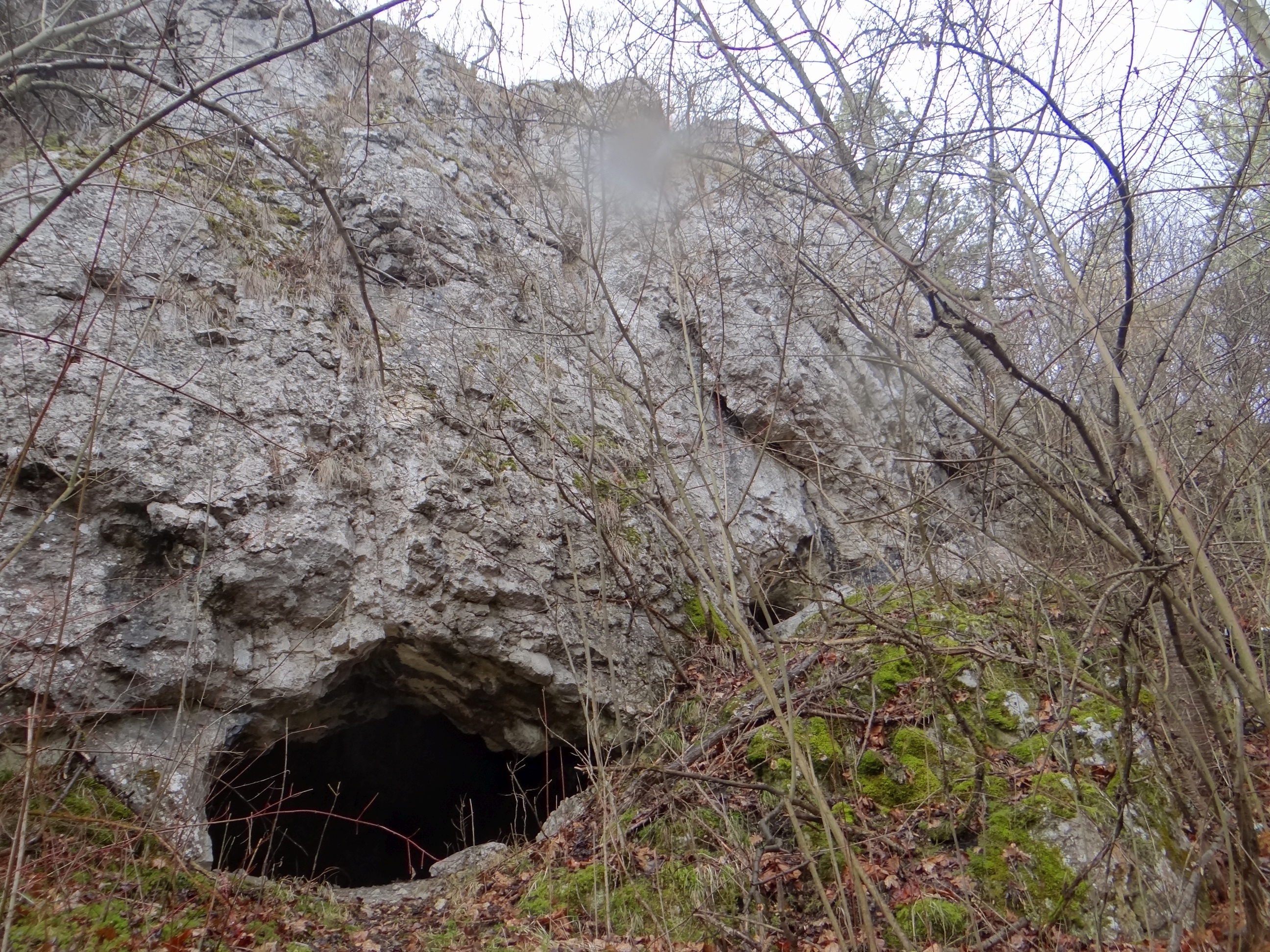
Otwór główny
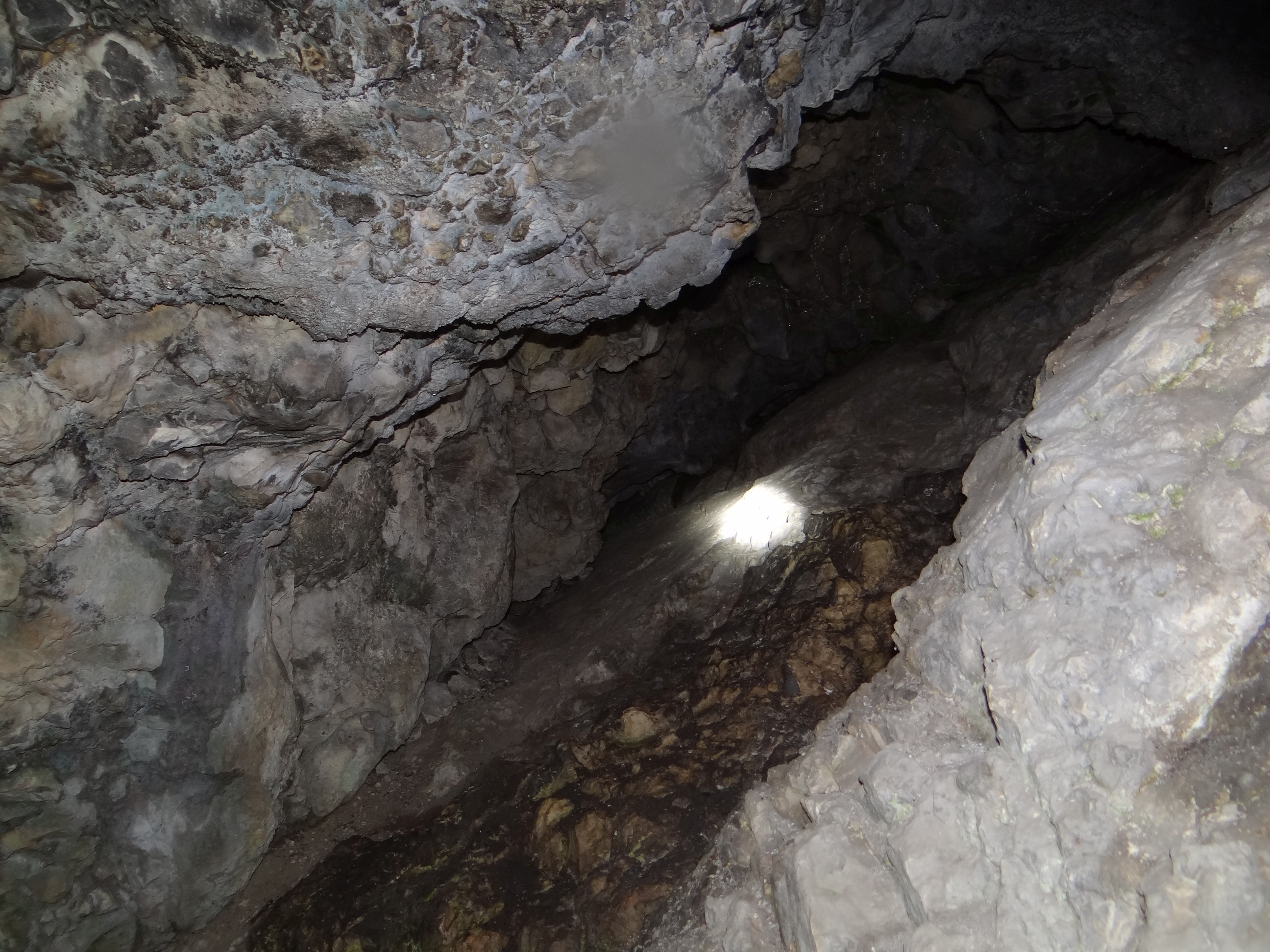
Korytarz wschodni
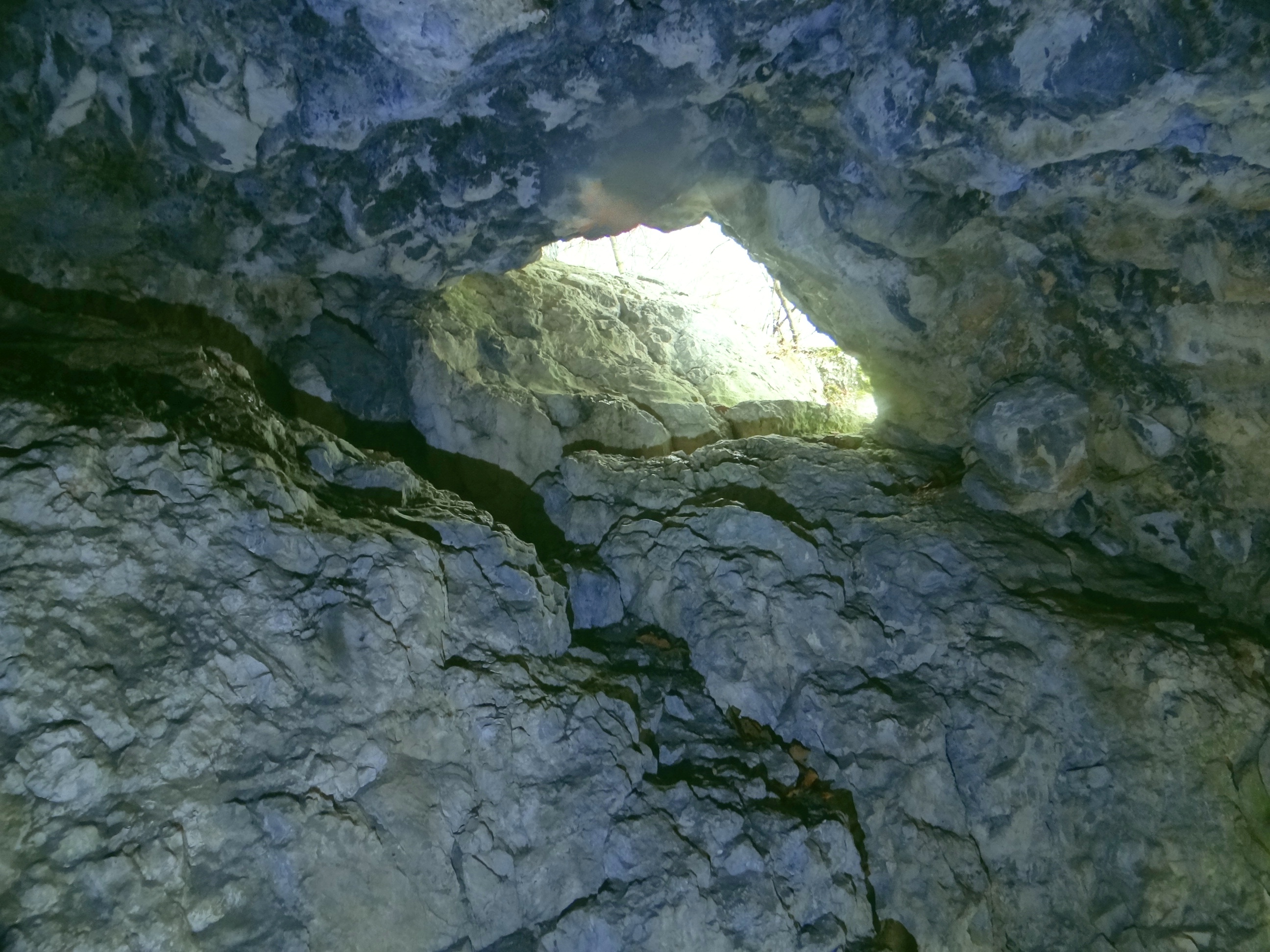
Otwór wschodni
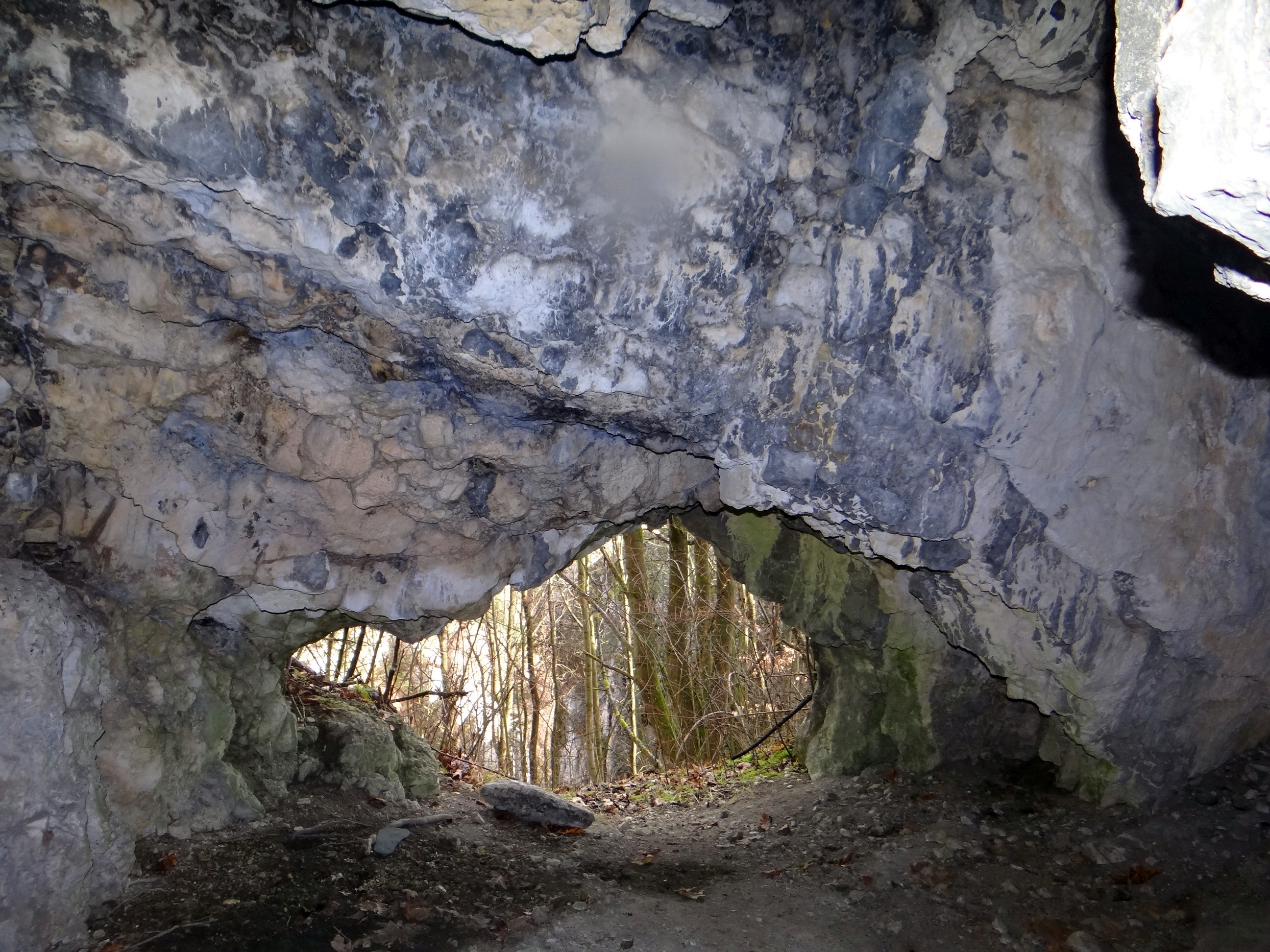
Widok z komory
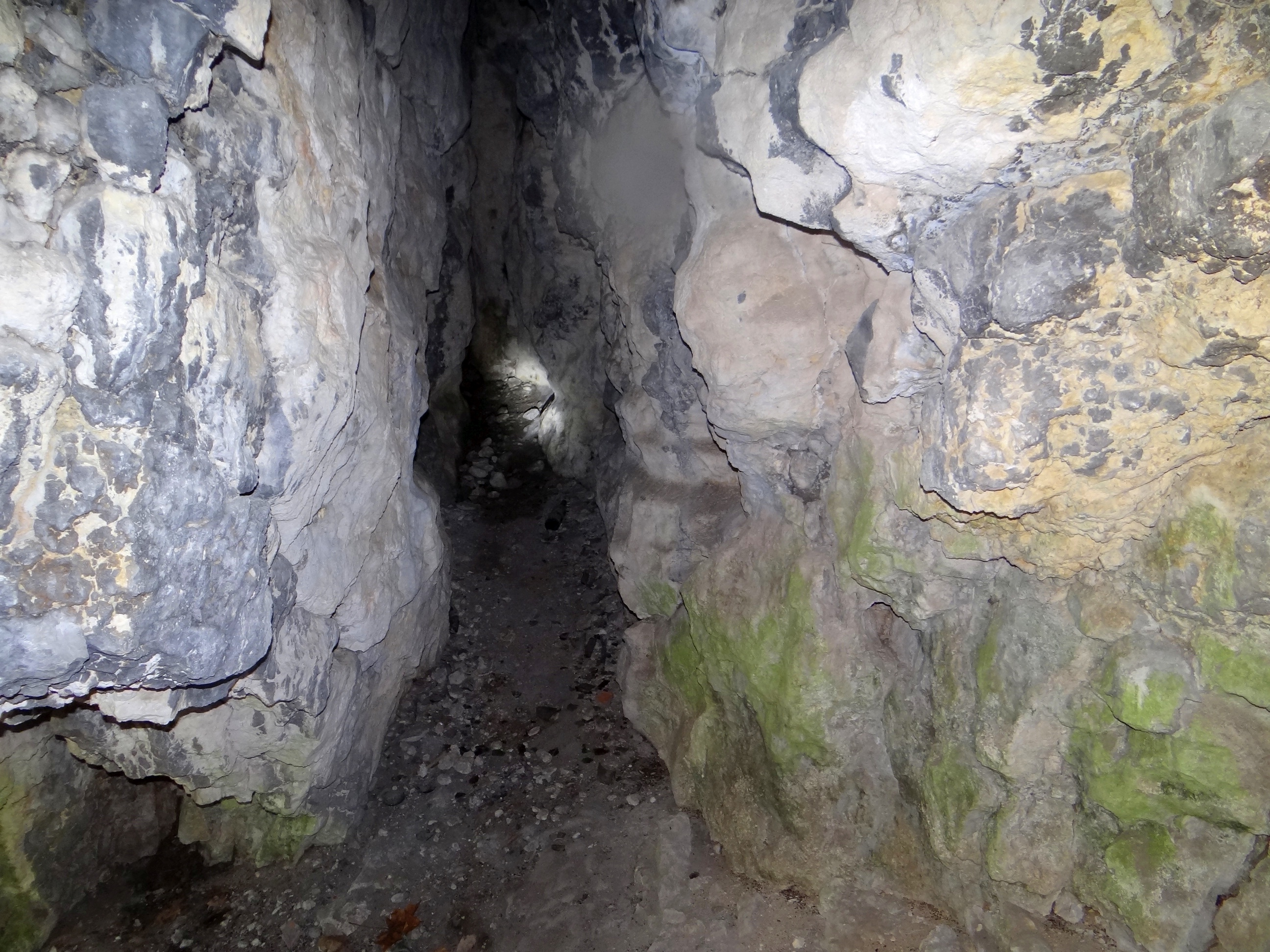
Korytarz zachodni